# 圣欧班莱塞尔伯夫
圣欧班莱塞尔伯夫（法語：Saint-Aubin-lès-Elbeuf，法語發音：[sɛ̃.t‿obɛ̃ lɛ.z‿ɛlbœf]，意为“埃尔伯夫附近的圣欧班”）是法国滨海塞纳省的一个市镇，属于鲁昂区。

## 地理
圣欧班莱塞尔伯夫（49°18'1"N, 1°0'40"E）面积5.79 平方千米，位于法国诺曼底大区滨海塞纳省，该省份为法国北部沿海省份，其西部及北部濒大西洋英吉利海峡，东起顺时针与索姆省、瓦兹省、厄尔省和卡爾瓦多斯省接壤。
与圣欧班莱塞尔伯夫接壤的市镇（或旧市镇、城区）包括：科德贝克-莱塞尔伯夫、克莱翁、埃尔伯夫、弗勒讷斯、奥里瓦勒、圣皮埃尔-莱塞尔伯夫。

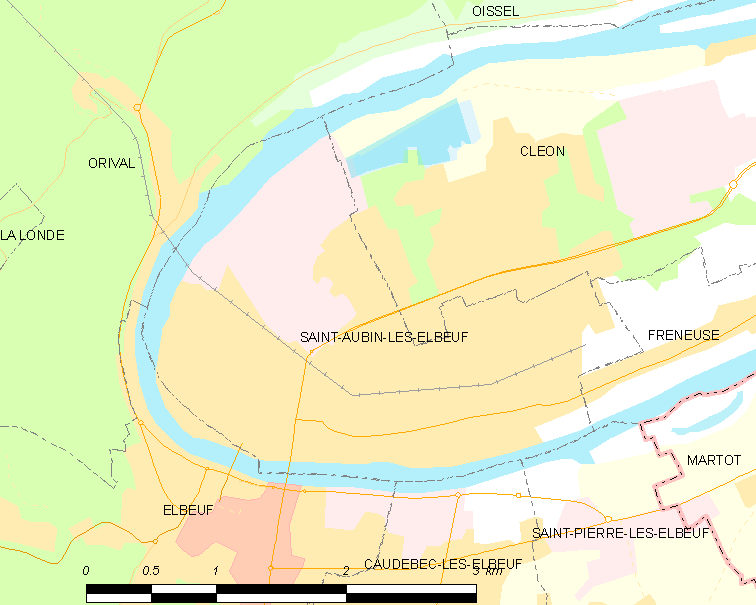
圣欧班莱塞尔伯夫的OSM定位图

圣欧班莱塞尔伯夫的时区为UTC+01:00、UTC+02:00（夏令时）。

## 行政
圣欧班莱塞尔伯夫的邮政编码为76410，INSEE市镇编码为76561。

## 政治
圣欧班莱塞尔伯夫所属的省级选区为科德贝克-莱塞尔伯夫县。

## 人口

1962-2008年间圣欧班莱塞尔伯夫人口变化图示

圣欧班莱塞尔伯夫于2022年1月1日时的人口数量为8429人。